# Майор і магія
«Майор і магія» (рос. «Майор и магия») — українсько-російський детективний телесеріал 2017 року режисера Володимира Мельниченка. Виробництво кінокомпанії «Film.UA».
Існує у версіях для трансляції в Україні та в Росії. В російській версії — саундтреком проекту стала пісня «Party for Everybody» удмуртського гурту «Бурановські бабусі», а в українській версії — саундтреком проекту стала пісня «Та Ти Шо» гурту «Танок на майдані Конґо».
Прем'єра відбулася на каналах «ICTV» (Україна) і «П'ятий канал» (Росія).
Серіал також показано на каналах «СТБ», «ICTV», «FilmUADrama» і «Bolt» з українським багатоголосим закадровим озвученням.

## Сюжет
Майор держохорони Антон Амосов під час з'ясування стосунків з дружиною ставить на місце знахабнілого високопосадовця. Його переводять з Києва в рідне місто — провінційний Ровенсьск. Колишній керівник пропонує йому місце звичайного оперативника у місцевому райвідділі.
В цьому ж відділі працював його брат, який загинув за загадкових обставин.
Перше завдання — арештувати аферистку-провидицю Олену Вороб'яшкіну. По дорозі провидиця рятує майора і його напарника від неминучої аварії. Зважаючи на її хист Амосов просить Олену допомогти з'ясувати обставини смерті брата…

## У ролях
- Костянтин Самоуков — майор Антон Амосов
- Марія Берсенєва — Олена Вороб'яшкіна
- Євген Сахаров — лейтенант Іван Бичков
- Костянтин Войтенко — Павло, брат Вороб'яшкіної
- Олег Примогенов — полковник Альберт Полозков
- Вікторія Білан — майор Ольга Куликова
- В'ячеслав Довженко — капітан Олександр Черняєв
- Володимир Ніколаєнко — експерт-криміналіст Льоня
- Наталя Кудрявцева — бабця Вороб'яшкіної
- Віктор Сарайкін — Арсеній Крупов, мер міста
- Олександр Катунін — Сталь Перунов, патологоанатом
- Костянтин Корецький — лейтенант, приятель Бичкова
- Володимир Ямненко — кримінальний авторитет
- Лілія Нагорна — секретарка
- Юрій Одинокий

Другорядні ролі озвучували: Ярослав Чорненький, Євген Пашин, Дмитро Завадський, Борис Георгієвський, Андрій Мостренко, Володимир та Дмитро Терещуки, Олена Бліннікова, Ганна Соболєва.

## Українське багатоголосе закадрове озвучення
Українською мовою серіал озвучено студією «Так Треба Продакшн» у 2018 році.
- Ролі озвучували: Дмитро Терещук, Олександр Шевчук, В'ячеслав Скорик, Олександр Солодкий, Людмила Чиншева, Вікторія Левченко

## Творча група
- Сценарій: Антон Лірник, Андрій Забіяка, Олег Іваниця, Микита Глущенко, Сергій Лущик, Ольга Брильова та інші
- Режисер: Володимир Мельниченко
- Оператор: Олексій Ламах
- Композитор: Володимир Кріпак, Максим Величко

## Відмінності версій
- У російській версії більше на одну серію (сюжет якої побудовано навколо фальсифікації російських банкнот).
- У російській версії серії коротші на вісім хвилин, тому практично в кожній відсутні окремі репліки і навіть сцени.
- У російській версії дія відбувається в Москві та вигаданому російському Рязанську.
- У російській версії саундтреком проекту стала пісня «Party for Everybody» удмуртського гурту «Бурановські бабусі», а в українській версії — пісня «Та Ти Шо» гурту «Танок на майдані Конґо».[1][2][3]
- На титрах у російській версії присутній хохломський розпис.
- Епізодичний скляр в одній із серій показаний в українській версії стереотипним гуцулом, у російській — таким же стереотипним середньоазійським заробітчанином (грали різні актори-типажі).
- У російській версії на вивісці над відділенням написано «Полиция» замість «Поліція», на формі російські нашивки (хоча форма в цілому є фантастичною і не збігається ні з реальною українською, ні з російською), в кадрі інколи замість гривень української версії з'являться рублі тощо. Всі такі сцени знімалися двічі. Проте в російській версії (особливо на натурних сценах) можна помітити українські написи, номери машин, курси валют тощо.